# Baladiyah
Baladiyah (in arabo بلدية‎?; plur. baladiyat, in arabo بلديات‎?) è un tipo di suddivisione amministrativa tipica di alcuni Paesi arabi per indicare un comune o un'analoga ripartizione territoriale.

## Lista
| Stato   | Suddivisione               |
| ------- | -------------------------- |
| Algeria | comuni                     |
| Libano  | municipalità               |
| Libia   | 25 municipalità (nel 1995) |
| Qatar   | 7 municipalità             |